# Hylaeus teruelus
Hylaeus teruelus är en biart som först beskrevs av Warncke 1981.  Hylaeus teruelus ingår i släktet citronbin, och familjen korttungebin. Inga underarter finns listade i Catalogue of Life.